# Druga crnogorska fudbalska liga
La Druga crnogorska fudbalska liga ("seconda lega calcistica montenegrina"), conosciuta anche come 2.CFL, è la seconda divisione del campionato montenegrino di calcio.
Nasce nel 2006 dopo l'indipendenza del Montenegro ed è organizzata dalla Federazione calcistica del Montenegro. Prima di allora le squadre montenegrine erano inserite nel campionato jugoslavo di calcio.

## Formula
Fino alla stagione 2017-2018 le partecipanti erano 12; queste disputavano un girone andata-ritorno, al termine delle 22 giornate ne disputavano ancora 11 secondo uno schema prefissato (qui sotto riportato) per un totale di 33 giornate.
| Giornate                                                                              | Giornate                               | Giornate                               | Giornate                               | Giornate                               | Giornate                               | Giornate                               | Giornate                               | Giornate                               | Giornate                               | Giornate                               |
| ------------------------------------------------------------------------------------- | -------------------------------------- | -------------------------------------- | -------------------------------------- | -------------------------------------- | -------------------------------------- | -------------------------------------- | -------------------------------------- | -------------------------------------- | -------------------------------------- | -------------------------------------- |
| 23ª                                                                                   | 24ª                                    | 25ª                                    | 26ª                                    | 27ª                                    | 28ª                                    | 29ª                                    | 30ª                                    | 31ª                                    | 32ª                                    | 33ª                                    |
| 1 – 12 2 – 11 3 – 10 4 – 9 5 – 8 6 – 7                                                | 1 – 2 8 – 6 9 – 5 10 – 4 11 – 3 12 – 7 | 2 – 12 3 – 1 4 – 11 5 – 10 6 – 9 7 – 8 | 1 – 4 2 – 3 9 – 7 10 – 6 11 – 5 12 – 8 | 3 – 12 4 – 2 5 – 1 6 – 11 7 – 10 8 – 9 | 1 – 6 2 – 5 3 – 4 10 – 8 11 – 7 12 – 9 | 4 – 12 5 – 3 6 – 2 7 – 1 8 – 11 9 – 10 | 1 – 8 2 – 7 3 – 6 4 – 5 11 – 9 12 – 10 | 5 – 12 6 – 4 7 – 3 8 – 2 9 – 1 10 – 11 | 1 – 10 2 – 9 3 – 8 4 – 7 5 – 6 12 – 11 | 6 – 12 7 – 5 8 – 4 9 – 3 10 – 2 11 – 1 |
| I numeri rappresentano la posizione in classifica delle squadre dopo la 22ª giornata. |                                        |                                        |                                        |                                        |                                        |                                        |                                        |                                        |                                        |                                        |

Dalla stagione 2018-2019 le 10 squadre disputano un doppio girone andata-ritorno per un totale di 36 giornate.
La vincitrice viene promossa in Prva crnogorska fudbalska liga, mentre seconda e terza classificata giocano gli spareggi promozione-retrocessione (detti anche Baraž, sono Baraž za popunu per chi punta alla promozione o Baraž za opstanak per chi punta alla salvezza) contro penultima e terzultima della divisione superiore.
Le ultime due classificate retrocedono direttamente in Treća crnogorska liga.

## Squadre
Stagione 2024-2025.
| Squadra    | Città       |
| ---------- | ----------- |
| Grbalj     | Radanovići  |
| Ibar       | Rožaje      |
| Igalo      | Igalo       |
| Iskra      | Danilovgrad |
| Kom        | Podgorica   |
| Lovćen     | Cettigne    |
| Mladost DG | Podgorica   |
| Podgorica  | Podgorica   |
| Rudar      | Pljevlja    |

## Albo d'oro
|  | Promosse in 1.CFL direttamente o attraverso il baraž |

- Cambi nome:
  - Il 6 giugno 2018 il Mladost Podgorica ha cambiato il nome in OFK Titograd.[4]
  - L'11 giugno 2019 il Mladost Lješkopolje ha cambiato il nome in Podgorica.[5]

| Stagione | Vincitore              | Secondo posto       | Terzo posto            |
| -------- | ---------------------- | ------------------- | ---------------------- |
| 2006-07  | Lovćen                 | Bokelj              | Ibar                   |
| 2007-08  | Jezero                 | Čelik Nikšić        | Jedinstvo Bijelo Polje |
| 2008-09  | Berane                 | Mladost Podgorica   | Mornar                 |
| 2009-10  | Mladost Podgorica      | OFK Bar             | Bratstvo               |
| 2010-11  | Bokelj                 | Berane              | Jedinstvo Bijelo Polje |
| 2011-12  | Čelik Nikšić           | Mornar              | Jedinstvo Bijelo Polje |
| 2012-13  | Dečić                  | Bokelj              | Zabjelo                |
| 2013-14  | Bokelj                 | Berane              | Jezero                 |
| 2014-15  | Iskra Danilovgrad      | Dečić               | Igalo                  |
| 2015-16  | Jedinstvo Bijelo Polje | Cetinje             | Bratstvo               |
| 2016-17  | Kom                    | Ibar                | Otrant-Olympic         |
| 2017-18  | Mornar                 | Mladost Lješkopolje | Lovćen                 |
| 2018-19  | Mladost Lješkopolje    | Kom                 | Bokelj                 |
| 2019-20  | Dečić                  | Jezero              | Bokelj                 |
| 2020-21  | Mornar                 | Arsenal Tivat       | Igalo                  |
| 2021-22  | Jedinstvo Bijelo Polje | Arsenal Tivat       | Mladost Donja Gorica   |
| 2022-23  | Mladost Donja Gorica   | Kom                 | Berane                 |
| 2023-24  | Bokelj                 | Otrant-Olympic      | Podgorica              |

## Coppa
Tutte le squadre della 2.CFL entrano nel tabellone principale della coppa del Montenegro. Il Čelik Nikšić è stata finora l'unica compagine della "cadetteria" a conquistare il trofeo (nel 2012). Nel 2018 l'Igalo è stato finalista sconfitto.